# Golden Globe Award/Bester Serien-Hauptdarsteller – Komödie oder Musical
Golden Globe Award: Bester Serien-Hauptdarsteller – Komödie oder Musical
Gewinner und Nominierte in der Kategorie Bester Serien-Hauptdarsteller – Komödie oder Musical (seit 1971 Best Performance by an Actor In A Television Series – Musical Or Comedy), die die herausragendsten Schauspielleistungen des vergangenen Kalenderjahres prämiert. Die Kategorie wurde im Jahr 1970 ins Leben gerufen. Von 1962 bis 1969 vergab die Hollywood Foreign Press Association (HFPA) einen Darstellerpreis (Actor In A Television Series) ohne Unterteilung nach Filmgenre (siehe Golden Globe Award/Bester Serien-Hauptdarsteller – Drama). Im Jahr 1972 wurde einmalig die Auszeichnung an den besten Serien- und Fernsehfilm-Darsteller im Bereich Komödie oder Musical (Actor In A Leading Role – Musical Or Comedy Series Or Television Movie) verliehen.
| Statistik                          | Name           | Anzahl | Jahr                                                                   |
| Häufigste Auszeichnungen           | Alan Alda      | 6      | 1975, 1976, 1980, 1981, 1982, 1983                                     |
| Häufigste Nominierungen (* = Sieg) | Alan Alda      | 11     | 1973, 1974, 1975*, 1976*, 1977, 1978, 1979, 1980*, 1981*, 1982*, 1983* |
| Häufigste Nominierungen (* = Sieg) | Ted Danson     | 9      | 1984, 1985, 1987, 1989, 1990*, 1991*, 1992, 1993, 2001                 |
| Häufigste Nominierungen (* = Sieg) | Kelsey Grammer | 8      | 1994, 1995, 1996*, 1997, 1998, 1999, 2001*, 2002                       |
| Häufigste Nominierungen (* = Sieg) | Michael J. Fox | 8      | 1986, 1987, 1988, 1989*, 1997, 1998*, 1999*, 2000*                     |
| Häufigste Nominierungen ohne Sieg  | Bob Newhart    | 6      | 1975, 1976, 1983, 1984, 1985, 1986                                     |

Die unten aufgeführten Serien werden mit ihrem deutschen Titel (sofern ermittelbar) angegeben, danach folgt in Klammern in kursiver Schrift der fremdsprachige Originaltitel. Die Nennung des Originaltitels entfällt, wenn deutscher und fremdsprachiger Titel identisch sind. Die Gewinner stehen hervorgehoben an erster Stelle.

## 1970er Jahre
1970
Dan Dailey – The Governor & J.J
- Glen Campbell – The Glen Campbell Goodtime Hour
- Tom Jones – This Is Tom Jones
- Dean Martin – The Dean Martin Show
- Jim Nabors – The Jim Nabors Hour

1971
Flip Wilson – The Flip Wilson Show
- Herschel Bernardi – Arnie
- David Frost – The David Frost Show
- Merv Griffin – The Merv Griffin Show
- Danny Thomas – Make Room for Granddaddy

1972
Carroll O’Connor – All in the Family
- Herschel Bernardi – Arnie
- Jack Klugman – Männerwirtschaft (The Odd Couple)
- Dick Van Dyke – The New Dick Van Dyke Show
- Flip Wilson – The Flip Wilson Show

1973
Redd Foxx – Sanford and Son
- Alan Alda – M*A*S*H
- Bill Cosby – The New Bill Cosby Show
- Paul Lynde – The Paul Lynde Show
- Carroll O’Connor – All in the Family
- Flip Wilson – The Flip Wilson Show

1974
Jack Klugman – Männerwirtschaft (The Odd Couple)
- Alan Alda – M*A*S*H
- Dom DeLuise – Lotsa Luck
- Redd Foxx – Sanford and Son
- Carroll O’Connor – All in the Family

1975
Alan Alda – M*A*S*H
- Ed Asner – Mary Tyler Moore (The Mary Tyler)
- Redd Foxx – Sanford and Son
- Bob Newhart – The Bob Newhart Show
- Carroll O’Connor – All in the Family

1976
Alan Alda – M*A*S*H
- Johnny Carson – The Tonight Show Starring Johnny Carson
- Redd Foxx – Sanford and Son
- Hal Linden – Barney Miller
- Bob Newhart – The Bob Newhart Show
- Carroll O’Connor – All in the Family

1977
Henry Winkler – Happy Days
- Alan Alda – M*A*S*H
- Michael Constantine – Sirota’s Court
- Sammy Davis junior – Sammy and Company
- Hal Linden – Barney Miller
- Freddie Prinze – Die Zwei von der Tankstelle (Chico and the Man)
- Tony Randall – Die Tony Randall Show (The Tony Randall Show)

1978
Henry Winkler – Happy Days
- Alan Alda – M*A*S*H
- Ron Howard – Happy Days
- Hal Linden – Barney Miller
- Carroll O’Connor – All in the Family

1979
Robin Williams – Mork vom Ork (Mork & Mindy)
- Alan Alda – M*A*S*H
- Judd Hirsch – Taxi
- Gavin MacLeod – Love Boat (The Love Boat)
- John Ritter – Herzbube mit zwei Damen (Three's Company)

## 1980er Jahre
1980
Alan Alda – M*A*S*H
- Judd Hirsch – Taxi
- Wilfrid Hyde-White – The Associates
- John Ritter – Herzbube mit zwei Damen (Three's Company)
- Robin Williams – Mork vom Ork (Mork & Mindy)

1981
Alan Alda – M*A*S*H
- Judd Hirsch – Taxi
- Hal Linden – Barney Miller
- Gavin MacLeod – Love Boat (The Love Boat)
- Wayne Rogers – House Calls

1982
Alan Alda – M*A*S*H
- James Garner – Bret Maverick
- Judd Hirsch – Taxi
- Gavin MacLeod – Love Boat (The Love Boat)
- Tony Randall – Ein himmlisches Vergnügen (Love, Sidney)

1983
Alan Alda – M*A*S*H
- Robert Guillaume – Benson
- Judd Hirsch – Taxi
- Bob Newhart – Newhart
- Tony Randall – Ein himmlisches Vergnügen (Love, Sidney)

1984
John Ritter – Herzbube mit zwei Damen (Three's Company)
- Dabney Coleman – Buffalo Bill
- Ted Danson – Cheers
- Robert Guillaume – Benson
- Bob Newhart – Newhart

1985
Bill Cosby – Die Bill Cosby Show (The Cosby Show)
- Ted Danson – Cheers
- Robert Guillaume – Benson
- Sherman Hemsley – Die Jeffersons (The Jeffersons)
- Bob Newhart – Newhart

1986
Bill Cosby – Die Bill Cosby Show (The Cosby Show)
- Tony Danza – Wer ist hier der Boss? (Who's the Boss?)
- Michael J. Fox – Familienbande (Family Ties)
- Bob Newhart – Newhart
- Bruce Willis – Das Model und der Schnüffler (Moonlighting)

1987
Bruce Willis – Das Model und der Schnüffler (Moonlighting)
- Bill Cosby – Die Bill Cosby Show (The Cosby Show)
- Ted Danson – Cheers
- Tony Danza – Wer ist hier der Boss? (Who's the Boss?)
- Michael J. Fox – Familienbande (Family Ties)

1988
Dabney Coleman – The Slap Maxwell Story
- Michael J. Fox – Familienbande (Family Ties)
- John Ritter – Inspektor Hooperman (Hooperman)
- Alan Thicke – Unser lautes Heim (Growing Pains)
- Bruce Willis – Das Model und der Schnüffler (Moonlighting)

1989
Michael J. Fox – Familienbande (Family Ties)

Judd Hirsch – Mein lieber John (Dear John)

Richard Mulligan – Harrys Nest (Empty Nest)
- Ted Danson – Cheers
- Tony Danza – Wer ist hier der Boss? (Who's the Boss?)
- John Goodman – Roseanne

## 1990er Jahre
1990
Ted Danson – Cheers
- John Goodman – Roseanne
- Judd Hirsch – Mein lieber John (Dear John)
- Richard Mulligan – Harrys Nest (Empty Nest)
- Fred Savage – Wunderbare Jahre (The Wonder Years)

1991
Ted Danson – Cheers
- John Goodman – Roseanne
- Richard Mulligan – Harrys Nest (Empty Nest)
- Burt Reynolds – Daddy schafft uns alle (Evening Shade)
- Fred Savage – Wunderbare Jahre (The Wonder Years)

1992
Burt Reynolds – Daddy schafft uns alle (Evening Shade)
- Ted Danson – Cheers
- Neil Patrick Harris – Doogie Howser, M.D.
- Craig T. Nelson – Mit Herz und Scherz (Coach)
- Ed O’Neill – Eine schrecklich nette Familie (Married with Children)

1993
John Goodman – Roseanne
- Tim Allen – Hör mal, wer da hämmert (Home Improvement)
- Ted Danson – Cheers
- Craig T. Nelson – Mit Herz und Scherz (Coach)
- Ed O’Neill – Eine schrecklich nette Familie (Married with Children)
- Burt Reynolds – Daddy schafft uns alle (Evening Shade)
- Will Smith – Der Prinz von Bel-Air (The Fresh Prince of Bel-Air)

1994
Jerry Seinfeld – Seinfeld
- Tim Allen – Hör mal, wer da hämmert (Home Improvement)
- Kelsey Grammer – Frasier
- Craig T. Nelson – Mit Herz und Scherz (Coach)
- Will Smith – Der Prinz von Bel-Air (The Fresh Prince of Bel-Air)

1995
Tim Allen – Hör mal, wer da hämmert (Home Improvement)
- Kelsey Grammer – Frasier
- Craig T. Nelson – Mit Herz und Scherz (Coach)
- Paul Reiser – Verrückt nach dir (Mad About You)
- Jerry Seinfeld – Seinfeld
- Garry Shandling – Die Larry Sanders Show (The Larry Sanders Show)

1996
Kelsey Grammer – Frasier
- Tim Allen – Hör mal, wer da hämmert (Home Improvement)
- Paul Reiser – Verrückt nach dir (Mad About You)
- Jerry Seinfeld – Seinfeld
- Garry Shandling – Die Larry Sanders Show (The Larry Sanders Show)

1997
John Lithgow – Hinterm Mond gleich links (3rd Rock from the Sun)
- Tim Allen – Hör mal, wer da hämmert (Home Improvement)
- Michael J. Fox – Chaos City (Spin City)
- Kelsey Grammer – Frasier
- Paul Reiser – Verrückt nach dir (Mad About You)

1998
Michael J. Fox – Chaos City (Spin City)
- Kelsey Grammer – Frasier
- John Lithgow – Hinterm Mond gleich links (3rd Rock from the Sun)
- Paul Reiser – Verrückt nach dir (Mad About You)
- Jerry Seinfeld – Seinfeld

1999
Michael J. Fox – Chaos City (Spin City)
- Thomas Gibson – Dharma & Greg
- Kelsey Grammer – Frasier
- John Lithgow – Hinterm Mond gleich links (3rd Rock from the Sun)
- George Segal – Just Shoot Me – Redaktion durchgeknipst (Just Shoot Me!)

## 2000er Jahre
2000
Michael J. Fox – Chaos City (Spin City)
- Thomas Gibson – Dharma & Greg
- Eric McCormack – Will & Grace
- Ray Romano – Alle lieben Raymond (Everybody Loves Raymond)
- George Segal – Just Shoot Me – Redaktion durchgeknipst (Just Shoot Me!)

2001
Kelsey Grammer – Frasier
- Ted Danson – Becker
- Eric McCormack – Will & Grace
- Frankie Muniz – Malcolm mittendrin (Malcolm in the Middle)
- Ray Romano – Alle lieben Raymond (Everybody Loves Raymond)

2002
Charlie Sheen – Chaos City (Spin City)
- Thomas Cavanagh – Ed – Der Bowling-Anwalt (Ed)
- Kelsey Grammer – Frasier
- Eric McCormack – Will & Grace
- Frankie Muniz – Malcolm mittendrin (Malcolm in the Middle)

2003
Tony Shalhoub – Monk
- Larry David – Lass es, Larry! (Curb Your Enthusiasm)
- Matt LeBlanc – Friends
- Bernie Mac – The Bernie Mac Show
- Eric McCormack – Will & Grace

2004
Ricky Gervais – The Office
- Matt LeBlanc – Friends
- Bernie Mac – The Bernie Mac Show
- Eric McCormack – Will & Grace
- Tony Shalhoub – Monk

2005
Jason Bateman – Arrested Development
- Zach Braff – Scrubs – Die Anfänger (Scrubs)
- Larry David – Lass es, Larry! (Curb Your Enthusiasm)
- Matt LeBlanc – Joey
- Tony Shalhoub – Monk
- Charlie Sheen – Two and a Half Men

2006
Steve Carell – Das Büro
- Zach Braff – Scrubs – Die Anfänger (Scrubs)
- Larry David – Lass es, Larry! (Curb Your Enthusiasm)
- Jason Lee – My Name Is Earl
- Charlie Sheen – Two and a Half Men

2007
Alec Baldwin – 30 Rock
- Zach Braff – Scrubs – Die Anfänger (Scrubs)
- Steve Carell – Das Büro
- Jason Lee – My Name Is Earl
- Tony Shalhoub – Monk

2008
David Duchovny – Californication
- Alec Baldwin – 30 Rock
- Steve Carell – Das Büro
- Ricky Gervais – Extras
- Lee Pace – Pushing Daisies

2009
Alec Baldwin – 30 Rock
- Steve Carell – Das Büro
- Kevin Connolly – Entourage
- David Duchovny – Californication
- Tony Shalhoub – Monk

## 2010er Jahre
2010
Alec Baldwin – 30 Rock
- Steve Carell – Das Büro (The Office)
- David Duchovny – Californication
- Thomas Jane – Hung – Um Längen besser (Hung)
- Matthew Morrison – Glee

2011
Jim Parsons – The Big Bang Theory
- Alec Baldwin – 30 Rock
- Steve Carell – Das Büro (The Office)
- Thomas Jane – Hung – Um Längen besser (Hung)
- Matthew Morrison – Glee

2012
Matt LeBlanc – Episodes
- Alec Baldwin – 30 Rock
- David Duchovny – Californication
- Johnny Galecki – The Big Bang Theory
- Thomas Jane – Hung – Um Längen besser (Hung)

2013
Don Cheadle – House of Lies
- Alec Baldwin – 30 Rock
- Matt LeBlanc – Episodes
- Louis C. K. – Louie
- Jim Parsons – The Big Bang Theory

2014
Andy Samberg – Brooklyn Nine-Nine
- Jason Bateman – Arrested Development
- Don Cheadle – House of Lies
- Michael J. Fox – The Michael J. Fox Show
- Jim Parsons – The Big Bang Theory

2015
Jeffrey Tambor – Transparent
- Louis C.K. – Louie
- Don Cheadle – House of Lies
- Ricky Gervais – Derek
- William H. Macy – Shameless

2016
Gael García Bernal – Mozart in the Jungle
- Aziz Ansari – Master of None
- Rob Lowe – The Grinder – Immer im Recht (The Grinder)
- Patrick Stewart – Blunt Talk
- Jeffrey Tambor – Transparent

2017
Donald Glover – Atlanta
- Anthony Anderson – Black-ish
- Gael García Bernal – Mozart in the Jungle
- Nick Nolte – Graves
- Jeffrey Tambor – Transparent

2018
Aziz Ansari – Master of None
- Anthony Anderson – Black-ish
- Kevin Bacon – I Love Dick
- William H. Macy – Shameless
- Eric McCormack – Will & Grace

2019
Michael Douglas – The Kominsky Method
- Sacha Baron Cohen – Who Is America?
- Jim Carrey – Kidding
- Donald Glover – Atlanta
- Bill Hader – Barry

## 2020er Jahre
2020
Ramy Youssef – Ramy
- Michael Douglas – The Kominsky Method
- Bill Hader – Barry
- Ben Platt – The Politician
- Paul Rudd – Living With Yourself

2021
Jason Sudeikis – Ted Lasso
- Don Cheadle – Black Monday
- Nicholas Hoult – The Great
- Eugene Levy – Schitt’s Creek
- Ramy Youssef – Ramy

2022
Jason Sudeikis – Ted Lasso
- Anthony Anderson – Black-ish
- Nicholas Hoult – The Great
- Steve Martin – Only Murders in the Building
- Martin Short – Only Murders in the Building

2023
Jeremy Allen White – The Bear: King of the Kitchen (The Bear)
- Donald Glover – Atlanta
- Bill Hader – Barry
- Steve Martin – Only Murders in the Building
- Martin Short – Only Murders in the Building